# Yab-Yum

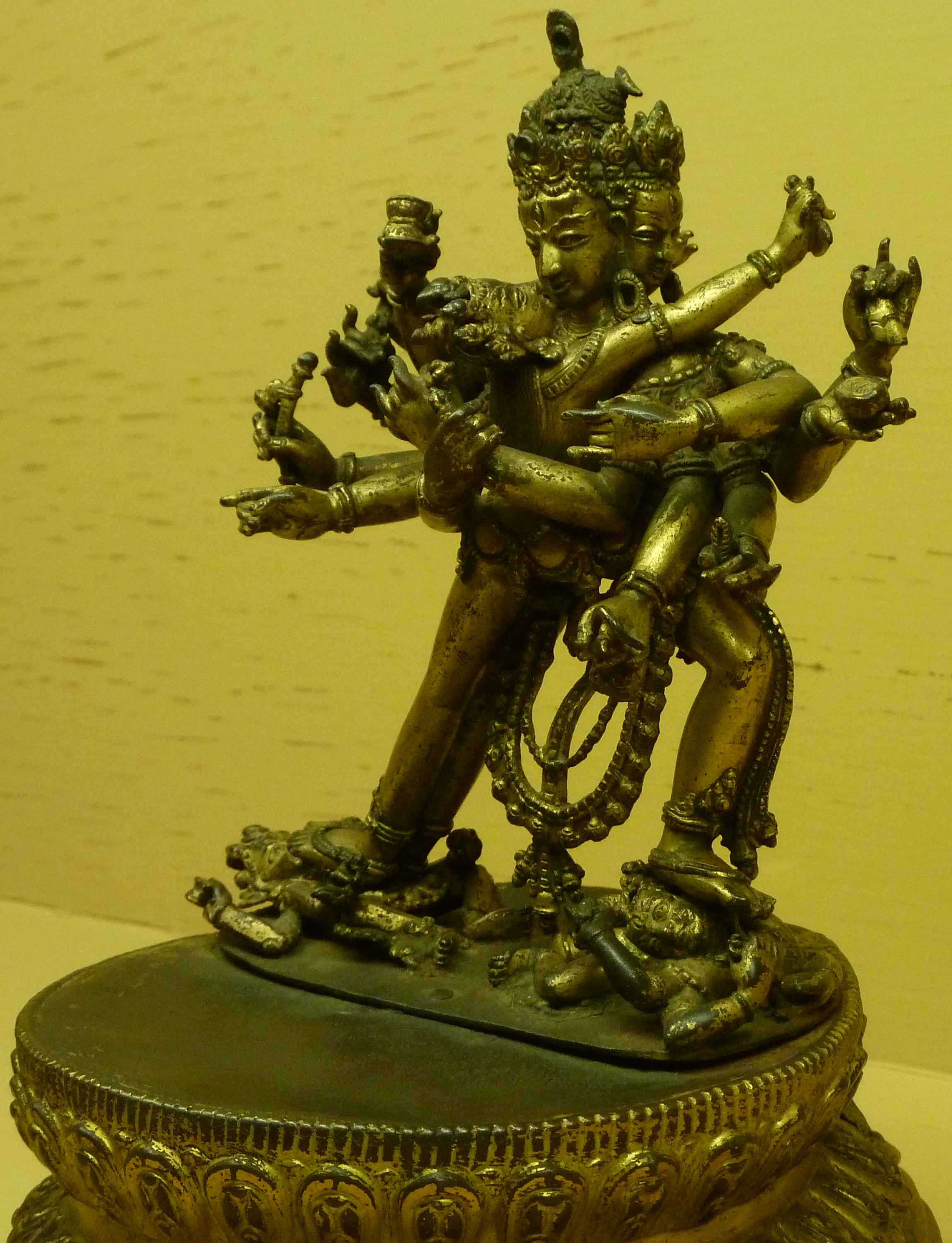
Heruka als Yab-Yum-Darstellung

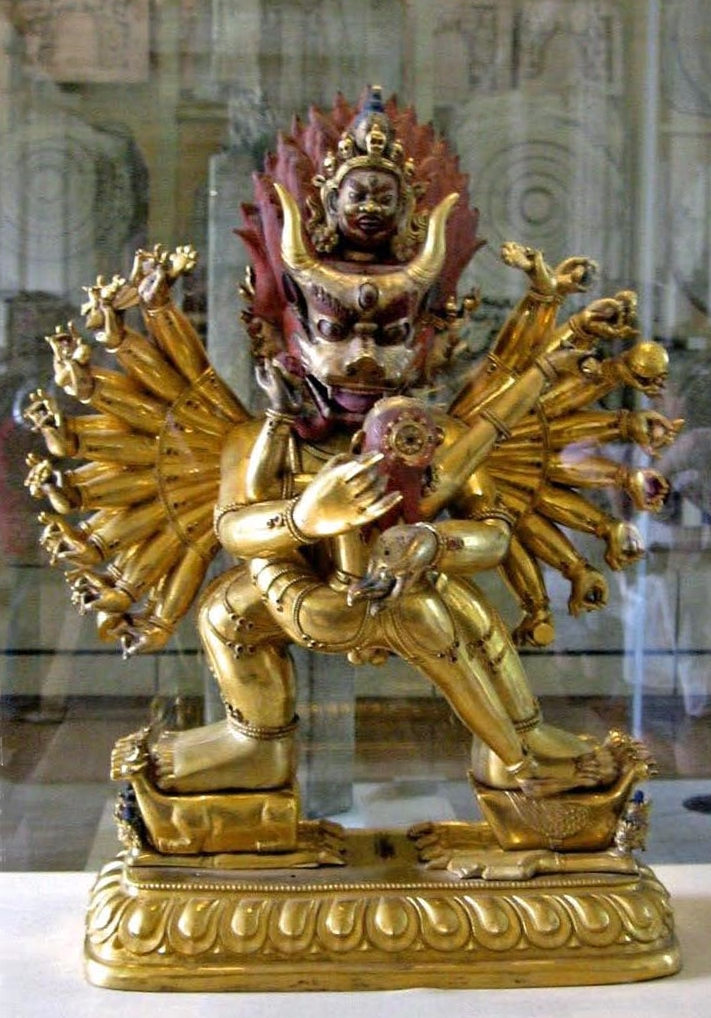
Yamantaka Vajrabhairav

Yab-Yum (tibetisch; „Vater-Mutter“) ist eine im tantrischen Buddhismus häufige, vor allem in Tibet und Nepal zu findende figürliche Darstellung einer männlichen und einer weiblichen hinduistischen bzw. lamaistischen Gottheit bei der sexuellen Vereinigung. Zumeist sitzt die weibliche Figur auf dem Schoß der männlichen.

## Symbolik
Yab-Yum hat keine primäre erotische Intention, sondern soll durch die Darstellung der sitzend oder stehend durchgeführten Umarmung beim Geschlechtsverkehr die mystische Aufhebung der Gegensätze symbolisieren. Die (als männlich angesehene) aktive Kraft (upaya) vereinigt sich im Yab-Yum mit der (als weiblich angesehenen) Weisheit (prajna). In der Symbolik des Vajrayana wird die Einheit des männlichen und des weiblichen Prinzips formuliert. Die gemalten oder skulptierten Yab-Yum-Darstellungen sollen als Konzentrationshilfe für die Verbindung von männlicher und weiblicher Energie beim Meditierenden dienen.